# Дзоальи
Дзоальи (итал. Zoagli) — коммуна в Италии, располагается в регионе Лигурия, в провинции Генуя.
Население составляет 2567 человек (2008 г.), плотность населения составляет 338 чел./км². Занимает площадь 8 км². Почтовый индекс — 16030. Телефонный код — 0185.
Покровителями коммуны почитаются Пресвятая Богородица, празднование в первое воскресение октября, и святитель Мартин Турский.

## Демография
Динамика населения:

## Администрация коммуны
- Официальный сайт: http://www.comune.zoagli.ge.it/